# Can Robert (Sitges)
|  | Per a altres significats, vegeu «Can Robert (passeig de la Ribera, Sitges)». |

Can Robert (també conegut per Casa Antoni Robert i Camps) és un edifici al número 13 del carrer Illa de Cuba al municipi de Sitges (Garraf). Can Robert forma part dels edificis construïts a l'eixample iniciat el 1881 segons projecte de Jaume Sunyer. Tot i que a l'arxiu municipal de Sitges cap documentació relativa a aquesta casa, sembla que va ser construïda vers 1899 per l'arquitecte Salvador Vinyals i Sabaté, un arquitecte amb nombroses obres a l'Eixample de Barcelona. A principis del segle xxi, Can Robert acull l'hotel Renaixença.Edifici d'entre 1892 i 1894 d'estil renaixentista inclosa en l'Inventari del Patrimoni Arquitectònic de Catalunya; construït entre mitgeres format per planta baixa, pis i golfes i torre mirador que corona el conjunt. La composició de la façana és simètrica. La planta baixa més elevada que el nivell del carrer, presenta una porta d'arc de mig punt amb muntants que simulen pilastres i capitells d'ornamentació vegetal, i una finestra d'arc de mig punt a banda i banda. Al primer pis hi ha tres balcons d'arc de mig punt amb una única peanya sostinguda per cartel·les. Una cornisa sobresortint separa el primer pis de les golfes, que presenten obertures allindanades. L'edifici es completa amb una barana de balustres que tanca el terrat i una torre, centrada, que harmonitza formalment amb el conjunt. Està situat.